# Charles Joseph Minard
Charles Joseph Minard (* 27. März 1781 in Dijon; † 24. Oktober 1870 in Bordeaux) war ein französischer Bauingenieur, der wesentliche Beiträge zur Entwicklung der Informationsgrafik leistete.
Minard studierte ab 1796 an der École polytechnique und danach an der École Nationale des Ponts et Chaussées. Er arbeitete über mehrere Jahre hinweg als Bauingenieur an Damm-, Kanal- und Brückenprojekten in ganz Europa, bevor er 1830 zum Leiter der École Nationale des Ponts et Chaussées berufen wurde. Diese Position hatte er bis 1836 inne. Danach übernahm er die Funktion eines Inspektors des Corps des Ponts et Chaussées und trat 1851 in den Ruhestand.

## Infografik

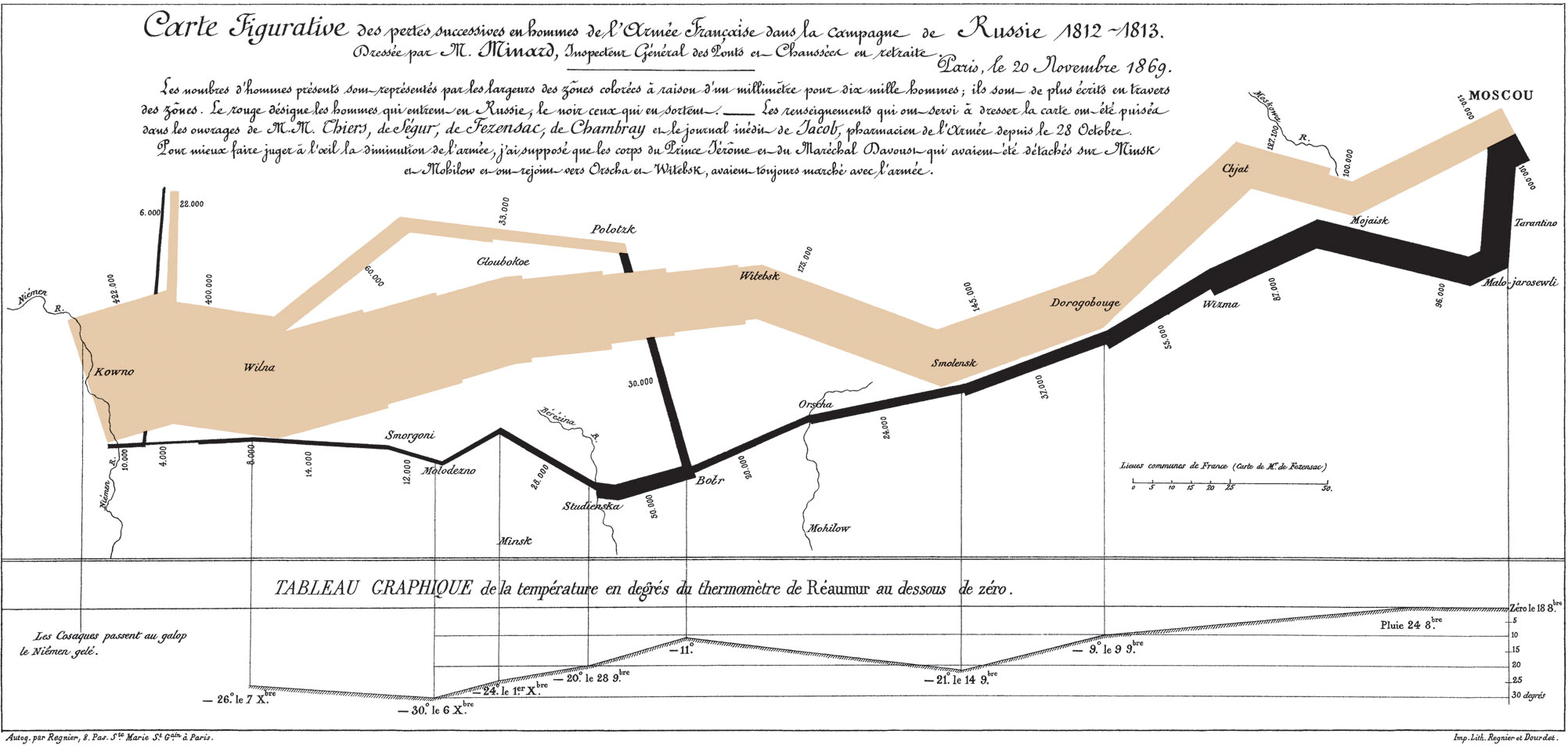
Minards Grafik über Napoleons Russlandfeldzug

Minard war ein Pionier der grafischen Informationsvermittlung in Ingenieurwesen und Statistik.
Als seine bekannteste Arbeit gilt die Carte figurative des pertes successives en hommes de l’Armée Française dans la campagne de Russie 1812–1813, eine im Jahr 1869 veröffentlichte Grafik, ein Sankey-Diagramm, über den verheerenden Russlandfeldzug von 1812/1813. Die einzigartige Grafik – Edward Tufte hat sie als „vermutlich beste Infografik aller Zeiten“ bezeichnet – vermittelt in einer einzigen zweidimensionalen Darstellung eine große Anzahl von Variablen:
- Position und Marschrichtung der Armee, Abspaltung und Wiedervereinigung von Truppenteilen
- Die (abnehmende) Truppenstärke – besonders markant ist z. B. die Überquerung des Flusses Beresina im Rückzug
- Die ungewöhnlich niedrigen Temperaturen, die den Rückzug zusätzlich erschwerten. (Die Temperaturangaben sind in Réaumur (−30 °Réaumur = −37,5 °Celsius))